# Eckertsfeld
Eckertsfeld ist ein Gemeindeteil von Birgland im Landkreis Amberg-Sulzbach in der bayerischen Oberpfalz.

## Geografie
Das Dorf im Norden des Oberpfälzer Jura ist einer von 42 amtlich benannten Gemeindeteilen der Gemeinde Birgland im westlichen Teil der Oberpfalz. Das auf einer Höhe von 560 m ü. NHN gelegene Eckertsfeld ist etwa dreieinhalb Kilometer von dem östlich liegenden Pfarrdorf Illschwang entfernt, in dem die Birglander Gemeindeverwaltung ihren Sitz hat.

## Geschichte

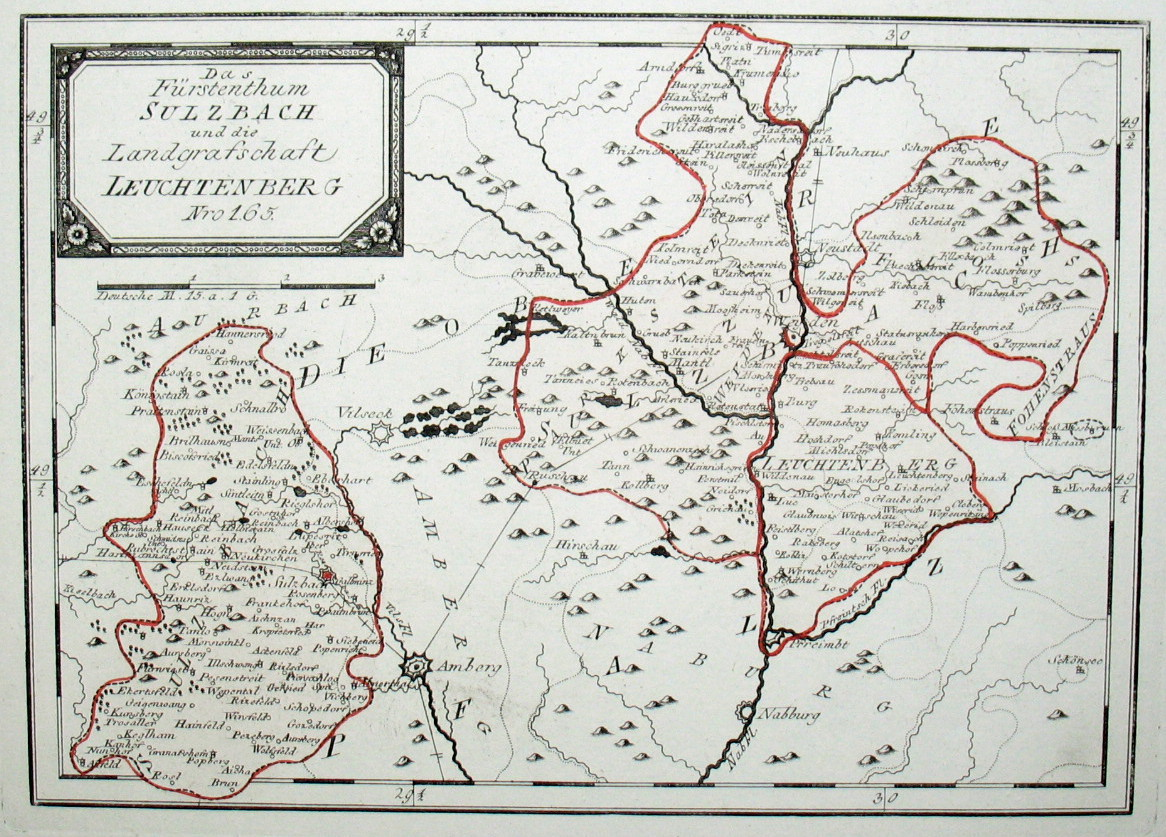
Das Territorium des Herzogtums Sulzbach mit dem Gebiet des Landrichteramtes Sulzbach im Südwesten

Zum Ende des Heiligen Römischen Reiches unterstand das bis 1777 kurpfälzische Dorf der Landeshoheit des Kurfürstentums Pfalzbaiern. Es gehörte dabei zum Landrichteramt Sulzbach, dem südwestlichen Teil des wittelsbachischen Herzogtums Sulzbach. Im Rahmen des im Herzogtum Sulzbach seit 1652 geltenden Simultaneums waren sowohl die evangelischen als auch die katholischen Einwohner des damals aus zehn Anwesen bestehenden Ortes nach Illschwang gepfarrt.
Durch die Verwaltungsreformen zu Beginn des 19. Jahrhunderts im Königreich Bayern wurde Eckertsfeld mit dem Zweiten Gemeindeedikt im Jahr 1818 ein Bestandteil der Landgemeinde Frechetsfeld, zu der auch die Orte Burkartshof, Geigenwang, Gronatshof, Haslach und Woppenthal gehörten. Im Zuge der kommunalen Gebietsreform in Bayern in den 1970er Jahren wurde Eckertsfeld zusammen mit der Gemeinde Frechetsfeld am 1. Juli 1972 in die neu gebildete Flächengemeinde Birgland eingegliedert. Im Jahr 1987 zählte Eckertsfeld 41 Einwohner.

## Verkehr
Eine aus dem Ostsüdosten von der Staatsstraße 2164 kommende Gemeindeverbindungsstraße durchquert den nordöstlichen Ortsbereich und führt weiter nach Reichenunholden. Eine weitere Gemeindeverbindungsstraße verbindet das Dorf mit Frechetsfeld. Der ÖPNV bedient das Dorf an einer Haltestelle der Buslinie 76 des VGN. Der am schnellsten erreichbare Bahnhof befindet sich in Sulzbach-Rosenberg an der Bahnstrecke Nürnberg–Schwandorf.